# Коршун Степан Васильович
Степан Васильович Коршун (6(18) вересня 1868, Глухів, Чернігівська губернія, Російська імперія — 1931, Москва) — видатний український науковець, гігієніст, мікробіолог, імунолог, доктор медичних наук (1903), професор (1910), завідувач кафедри гігієни медичного факультету Харківського університету, ректор Харківського медичного інституту (1922), завідувач Харківського Бактеріологічного інституту (нині ДУ Інститут мікробіології і імунології ім. І. І. Мечникова), директор Московського інституту інфекційних хвороб ім. І. І. Мечникова. У деяких статтях його прізвище подане як «Шуліка».

## Біографія

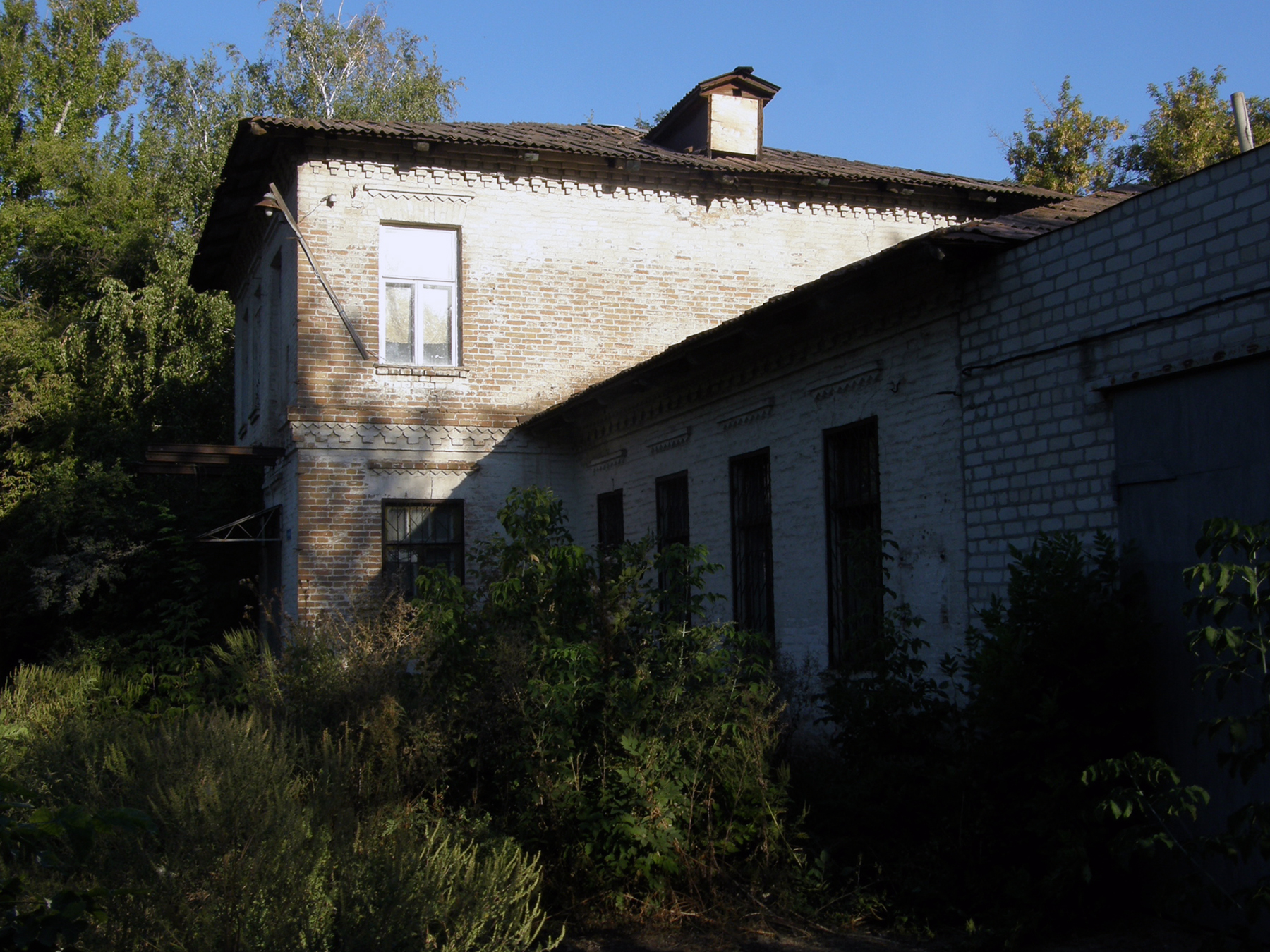
колишній будинок Коршунів у Краматорську

Степан Васильович народився 6 вересня 1868 року в місті Глухів Чернігівської губернії (зараз Сумська область). Дворянин, син козацького полковника. Наприкінці XIX століття мати Єлизавета Юріївна Коршун переїхала з дітьми в околиці Краматорська і по сусідству з Біленькою купила 1100 десятин землі, побудувала 2-х поверховий будинок. У родині було 6 дітей. Степан — старший син. Навчався в Елатомской гімназії в Тамбовської губернії, звідки перейшов до 8-го класу 2-ї Харківської гімназії, яку закінчив у 1887 році. У тому ж році вступив у Харківський університет на медичний факультет. На останньому курсі брав участь у боротьбі з епідемією холери, завідував холерним бараком у Слов'янську. Не залишив цієї роботи навіть під час здачі іспитів, в 1893 році після закінчення епідемії здав державні іспити і отримав диплом з відзнакою.

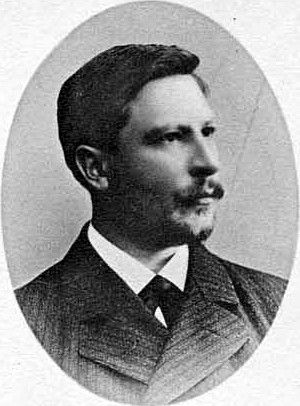
С. В. Коршун в молодості.

У травні 1894 року його затверджено понадштатним ординатором шпитальної терапевтичної клініки, де проходив підготовку впродовж 3-х років. Одночасно у 1894—1895 роках займався бактеріологією у Бактеріологічній лабораторії Харківського медичного товариства під керівництвом професора В. К. Високовича. У 1895 році, у зв'язку з від'їздом Високовича до Києва, обійняв посаду асистента бактеріологічної станції Харківського медичного товариства, це означало, що Коршун став керівником бактеріологічної станції. Згодом станція була перетворена на Бактеріологічний інститут. У 1900 році повернувся до університету, отримав посаду понадштатного лаборанта при кафедрі гігієни, при цьому фактично в основному працював у Бактеріологічному інституті. У 1901—1902 роках працював у Німеччині у професора Пауля Ерліха. Повернувшись в 1903 році з-за кордону захистив докторську дисертацію за темою «О биохимической связи между токсинами и энзимами (применительно к теории Эрлиха)», і одержав ступінь доктора медицини Харківського університету (1903). У 1904 році він отримав звання приват-доцента кафедри гігієни.
З 1906 року науковець працював у Пастерівському інституті в лабораторії І. І. Мечникова, в інститутах гігієни Берліна, Мюнхена, Бреслау.
З 1908—1910 роки С. В. Коршун очолював Харківський бактеріологічний інститут разом з доктором В. І. Недригайловим. У 1908 році Степан Васильович обраний професором на кафедру гігієни Харківського університету, яку очолював до 1917 року. У 1910 році затверджений екстраординарним професором, після чого відмовився від посади завідувача Бактеріологічного інституту, залишившись там консультантом. У 1914—1923 рр. знову керував Бактеріологічним інститутом.
У 1918 р. в Харкові заснований журнал «Врачебное дело», С. В. Коршун редагував у ньому розділ бактеріології. Професор виступив одним із засновників журналу «Профилактическая медицина» (1922), де також був редактором відділу бактеріології.
За даними слідства 1931 року під час Громадянської війни Коршун «служив в армії А. В. Денікіна консультантом по заразних хворобах при Головному начальнику санчастини». У 1919 році в армії Денікіна Коршун боровся з холерою і епідемічним висипним тифом. Він відхилив усі пропозиції щодо евакуації і залишився в Новоросійську разом із завошивленими пораненими і хворими. У 1920 році науковець затверджений у званні професора медичного факультету Кубанського університету. 14 листопада 1921 року на об'єднаному засіданні професорів і молодшого викладацького складу медичного і одонтологічного факультетів Харківського медичного інституту С. В. Коршун одночасно з Н. С. Бокариусом і В. Д. Брантом був обраний кандидатом на посаду ректора ХМІ, причому Коршун набрав найбільше голосів. 22 травня 1922 року Президія Главпрофобра затвердив Коршуна на посаду ректора. Він змінив на цій посаді партійного висуванця Р. В. Гусакова, знятого за допущені промахи і недоробки. Однак Р. В. Гусаков залишався політкомісаром ХМІ, і 1 листопада 1922 року Коршун був зміщений з посади ректора. Причиною, ймовірно, стала підтримка ним ідеї аполітичності наукової діяльності. До цього епізоду відноситься запис у щоденнику В. І. Вернадського від 9 листопада 1922 з посиланням на Л. А. Тарасевича, що в Харкові готується висилка бактеріолога Коршуна. Припущення Тарасевича і Вернадського не підтверджується нещодавно розсекреченими документами з приводу висилки інтелігенції в 1921—1923 роках.
У 1923—1931 роках Степан Васильович — директор Інституту інфекційних хвороб імені В. І. Мечникова в Москві, яким керував до кінця життя.
13 серпня 1930 року професора С. В. Коршуна заарештовано після його відмови брати участь у розробці засобів ведення бактеріологічної війни та за нібито участь у «шкідницької організації мікробіологів» в інституті їм. І. І. Мечникова та інших установах. Протягом року тривала карна справа «про шкідництво в мікробіології», заарештовано понад 50 найбільших науковців. Професор С. В. Коршун визнаний головою «шкідницької організації мікробіологів», за версією слідства він «створив антирадянські групи в інституті їм. І. І. Мечникова, в Саратовському мікробіологічному інституті та в інших інститутах СРСР». 23 жовтня 1931 року на засіданні судової колегії ОДПУ вирішено питання про необхідність конфіскації особистих бібліотек й мікроскопів у заарештованих мікробіологів. Наприкінці 1931 року більшість учасників процесу, включаючи С. В. Коршуна, у позасудовому порядку засуджено на 10 років виправних таборів. Основний склад засуджених по процесу «мікробіологів-шкідників» опинився в закритому військовому інституті в Покровському монастирі м. Суздаль, де вони проводили розробку бактеріологічної зброї та особливих засобів захисту.
Наприкінці 1931 року Степан Коршун покінчив життя самогубством у Бутирській в'язниці Москви.

## Наукова та педагогічна діяльність
С. В. Коршун опублікував близько 80 наукових праць. Ряд його робіт присвячений техніці виконання і розшифровці результатів реакції Вассермана, розробці серологічної діагностики епідемічного висипного тифу, активної імунізації дітей проти дифтерії та скарлатини. Для профілактики дифтерії та скарлатини науковець запропонував спеціальну нейтральну суміш дифтерійного токсину з антитоксином і комбіновану скарлатинозную вакцину, яка складалась з культури вбитих гемолітичних стрептококів з додаванням скарлатинозного токсину.
У спільній роботі з Ю. Монгенротом (Morgenroth) (1902) Коршун довів, що гемолітична дія екстрактів з органів залежить від присутності в них ліпоїдів.
У роки Першої світової війни С. В. Коршун із співробітниками Бактеріологічного інституту розробив метод отримання стандартної протиправцевої сироватки (1915), що в військовий час мало особливе значення.
У 1924 році запропонував нову методику вакцинації проти кишкових інфекцій за допомогою вбитих формаліном культур мікроорганізмів.
Коршун впроваджував протитуберкульозну вакцинацію БЦЖ (зробив з цього приводу ряд доповідей на з'їздах і опублікував статті в «Московському медичному журналі» 1926 року). Був редактором і співавтором збірників статей «Дифтерія», «Скарлатина» (М.—Л., 1925) та «Основ медичної мікробіології» (т. I—II, М—Л., 1929-30).
Видатний мікробіолог є автором статей у першому виданні Великої радянської енциклопедії.

## Родина
- Брат — Георгій (Юрій) Васильович (1873—1951), хімік[15]
- Брат — Микола Васильович[16] (?-1906), есер, страчений за участь у замаху на генерал-лейтенанта Ренненкампфа[17], близнюк Василя
- Брат — Василь Васильович, ветеринар, есер, розповсюджував агітаційні листівки на заводі Краматорського металургійного товариства, близнюк Миколи[18]
- Сестра — Віра Василівна
- Сестра — Марія Василівна, акушерка
- Дружина — ? (відомо, що в 1908 році Степан Васильович називав себе «людиною сімейною», тобто був одружений)[6].

## Пам'ять
- На території ДУ «Інститут мікробіології та імунології ім. І. І. Мечникова НАМН України» на честь професора С. В. Коршуна встановлено пам'ятну стелу[13].
- Ще в радянські часи на садибному будинку під Краматорськом, де виріс С. В. Шуліка, була прикріплена чавунна меморіальна дошка, але на початку 1990-х років її вкрали збирачі металобрухту.
- У лютому 2016 року вулиця XVII Партз'їзду в Краматорську була перейменована у вулицю Степана Коршуна[19]

### Рекомендована література
- Диатроптов П. Професор С. В. Коршун. Журн. мікр., патоля, і инфекц. бол., т. 5, ст 2, с. 81, 1929.
- Дяченко С. С. С. В. Шуліка та його роль в розвитку медичної мікробіології в Україні // Мікробіологічний журнал, Наук. думка., 1982 С. 44-45 (МКЖ. 1983. Т. 45, № 5)
- Здравосмыслов В. М. До питання про біологію туберкульозних бактерій і приготувань протитуберкульозних. сироваток // Журнал мікробіології, патології і інфекційних. хвороб. М. : Госиздат, 1928. № 3, 5. (Присвячено С. В. Коршуну з приводу 35-річчя його діяльності).
- Лісовий В. М. Коршун Степан Васильович (1868—1931) / В. М. Лісовий, З. П. Петрова // Видатні вихованці Харківської вищої медичної школи: біобібліографічний довідник / за заг. ред. В. М. Лісового. — Харків: ХНМУ, 2010. — С. 62–63. — Режим доступу : http://repo.knmu.edu.ua/handle/123456789/728 [Архівовано 11 липня 2020 у Wayback Machine.].
- Петрова З. П.  Организатор противоэпидемического дела / З. П. Петрова // Служение Отечеству и долгу: Очерки о жизни деятельности ректоров харьковских вузов (1805—2004  годы) / Народная украинская академия; под общ. ред. В. И.  Астаховой, Е. В.  Астаховой. — Харьков: Изд-во НУА: Золотые страницы, 2004. — С. 171—172
- Петрова З. П. Видный украинский микробиолог и иммунолог Степан Васильевич Коршун (к 140-летию со дня рождения) / З. П. Петрова // // Вірні клятві Гіппократа: розповіді про тих, хто є взірцем для прийдешніх поколінь лікарів / за ред. В. М. Лісового, В. А. Капустника, Ж. М. Перцевої ; укладачі: Ж. М. Перцева, І. В. Киричок, О. В. Семененко ; Харківський національний медичний університет. — Харків: ХНМУ, 2020. — С. 326—332. — Режим доступу : http://repo.knmu.edu.ua/handle/123456789/28094 [Архівовано 15 квітня 2021 у Wayback Machine.].
- Петрова З. П. Коршун С. В. — ректор Харківського медичного інституту (1922)./ З. П. Петрова // Керівники вищої медичної школи: Харківський національний медичний університет / за заг. ред. В. М. Лісового, В. А. Капустника, Ж. М. Перцевої ; укладачі: Ж. М. Перцева, І. В. Киричок, О. В. Семененко ; Харківський національний медичний університет. — Харків: ХНМУ, 2020. — С. 87–91, фото. — Режим доступу : http://repo.knmu.edu.ua/handle/123456789/28095 [Архівовано 11 червня 2021 у Wayback Machine.].
- Садівничий В. Степан Коршун: знищений за геніальність / В. Садівничий // Сумський краєзнавчий збірник. — Суми, 2016. — С. 315—328.
- Хецров В., Проф. С. В. Коршун. // Гігієна та епідеміологія, 1928, № 3.
- Чельный А. А. Мікробіолог Степан Васильович Шуліка: доля вченого і «справа мікробіологів» М. : Вузівська книга, 2010. — 224 с. — 300 екз. — ISBN 978-5-9502-0418-0